# 康里
康里，又稱康曷利，是古代突厥族群，與欽察人關係密切。麻赫穆德·喀什噶里的《突厥語大辭典》把康里解釋成運載貨物的貨車。他們主要生活在烏拉爾河至咸海以北至巴爾喀什湖一帶草原。根據現代科學的主流觀點，康里人祖先應屬於伊朗系牧民或半定居民族，直到西元1000年代中期，在錫爾河附近的突厥部落影響下才開始突厥化，改變其民族面貌和語言。

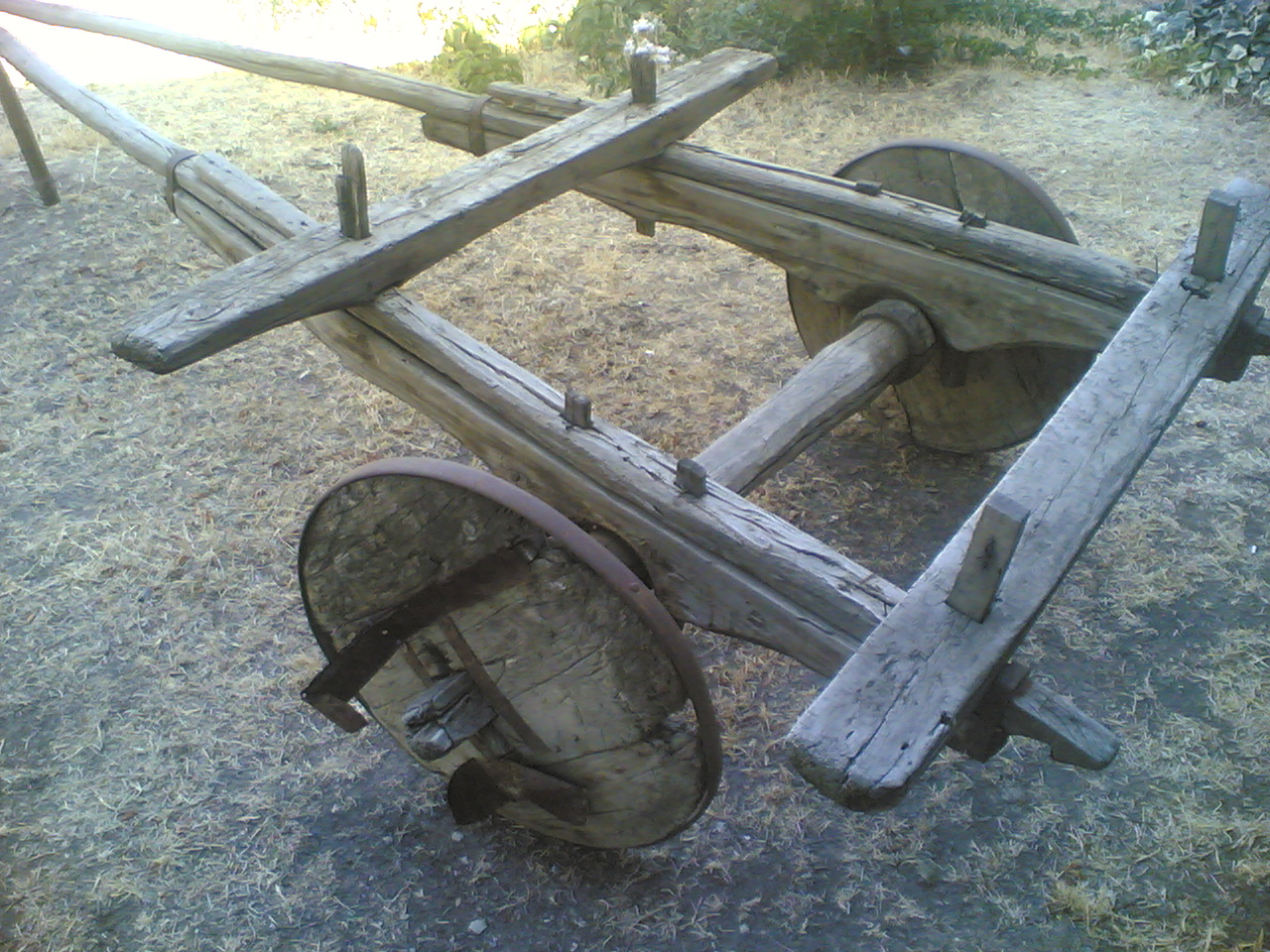
土耳其语 "kağnı"（奥斯曼语：gaŋlı）意思是两轮马车

中古時期，康里人曾被八剌沙衮地区的统治者，一个自称是阿弗拉西亞布后裔的君主统治，但由于该君主没有能力掌管本应属于其统治范围的康里突厥人和葛逻禄人，反而经常受到他们的欺凌和抄掠。志费尼《世界征服者史》记载“该地的哈剌鲁人和康里人已经摆脱了对他的隶属，而且经常欺凌他，袭击他的部属和牲口，进行抄掠”。後來他們臣服於西遼帝國。
康里人和花剌子模王室有通婚關係，特別是伯岳吾部，這一部許多人在花剌子模帝國充當僱傭兵。但他們在與蒙古人的戰爭中受重創，在布哈拉與撒馬爾罕所有比車輪高的康里人也被成吉思汗殺害，蒙古人征服後，剩下的康里人大部分與其他突厥人同化，一部分成为蒙古人，分散在喀喇沁等部落（另一些驅口至中原出任怯薛），后来鄂尔多斯的杭锦旗就得名于康里。
在哈薩克人，吉爾吉斯人、巴什基爾人、烏茲別克人，諾蓋人與卡拉卡爾帕克族也有康里部落。
根據東方學家尼古拉·阿裡斯托夫的計算，在十九世紀末，來自康里部落的哈薩克人數目達到1萬人，根據其他消息來源，在十九至二十世紀，他們的人數達到50000人，甚至超過190000人。

## 資料來源

### 书籍
- 《新疆民族辭典》